# Ringbärare
Ringbärare (Cycliophora) är en stam av djur som endast omfattar ett släkte, med endast två kända arter: Symbion pandora och Symbion americanus. Arterna har en ovanlig fortplantningsstrategi där hanen befruktar honor som fortfarande utvecklas i en äldre hona. De lever i regel på humrar och avfödan söker sig till nya humrar när de lämnar honan. 